# Liste der Mitglieder des Coburger Landtags (6. Wahlperiode)
Diese Liste nennt die Mitglieder des Coburger Landtags in seiner 6. Wahlperiode (1848–1849).
Die Märzrevolution hatte auch in Coburg zu einer Auflösung des alten ständischen Landtags und zur Neuwahl nach verändertem Wahlrecht geführt. Am 2. Juni (Urwahlen) und 20. Juni 1848 wurde der Landtag nach dem neuen Wahlrecht gewählt. Er trat am 22. September 1848 erstmals zusammen und löste sich am 3. Dezember 1849 auf. Gewählt wurden 18 Abgeordnete.
| Name                     | Ort                   | Beruf            |
| ------------------------ | --------------------- | ---------------- |
| Friedrich Köhler         | Coburg                | Gerichtsadvokat  |
| Adam Dietz               | Coburg                | Rotgerbermeister |
| Johann Friedrich Braun   | Coburg                | Justizrat        |
| Hermann Gruner           | Coburg                | Justizsekretär   |
| Johann Georg Stahn       | Scherneck             | Schultheiß       |
| Gottlieb Zimmer          | Scherneck             | Kunstmüller      |
| Johann Nicol Büchner     | Rögen                 | Schultheiß       |
| Konrad Ritter            | Dörfles bei Scherneck | Gastwirt         |
| Louis Ludloff            | Obersiemau            | Ökonom           |
| Lorenz Bauer             | Weidhausen            | Hofbauer         |
| Theodor von Wasmer       | Hassenberge           | Forstmeister     |
| Peter Mechtold           | Mönchroden            | Müllermeister    |
| Georg Christoph Eichhorn | Neustadt              | Bürgermeister    |
| Lorenz Gustav Köhler     | Neustadt              | Kaufmann         |
| Johann Nicol Höhn        | Meder                 | Hofbauer         |
| Johann Nicol Hofmann     | Rodach                | Gastwirt         |
| Johann Samuel Krauß      | Rodach                | Kaufmann         |
| Eduard Müller            | Königsberg            | Ratsaktuar       |